# 코루레
코루레 (Korure)는 뉴질랜드 정부의 기준과 관리감독에 따라 건강 관련식품을  판매 하는 회사이다. 뉴질랜드 초록입홍합을 이용한 제품의 연구를 거듭하여 현재 건강 식품을 생산하고 있다.

## 약력
- 2015년 - HealthOn 뉴질랜드건강식품 수출업체 등록
- 2017년 - HealthOn에서 Korure Limited 로 회사명 변경[1]
- 2018년 - New Zealand Made 승인획득[2]
- 2018년 - New Zealand FernMark 승인획득[3]

## 생산
코루레는 뉴질랜드 남섬 크라이스트처치와 북섬 오클랜드에서 제품 생산한다. 뉴질랜드 정부 기관인 MPI로부터 건강기능식품 생산 및 수출업체로 등록되어 있는 공장들이다.